# Un scandale aux Galeries
Pour plus de détails, voir Fiche technique et Distribution.
Un scandale aux Galeries est un film français, une comédie réalisée par René Sti, sortie en 1937.

## Fiche technique
- Titre : Un scandale aux Galeries
- Titre alternatif : Et avec ça, Madame
- Réalisation : René Sti
- Scénario : Jacques Companéez, Herbert Juttke (en) ; Georges Berr (dialogue)
- Décors : Émile Duquesne
- Photographie : Enzo Riccioni
- Son : Jacques Hawadier
- Montage : Monique Lacombe
- Musique : Jacques Dallin, Alec Siniavine et Louis Sauvat
- Société de production : Diana-Film
- Pays d'origine :  France
- Format : Noir et blanc - 35 mm - 1,37:1
- Genre : comédie
- Date de sortie : 1937

## Distribution
- Pierre Larquey : Monsieur Lafila
- Roland Toutain : Robert Fargerie
- Félix Oudart : Monsieur Fargerie
- Josseline Gaël : Laurence Coulaines
- Claude May : Yvette
- Pitouto : un client
- Georges Bever : le désespéré
- Marcel Maupi : le liftier
- Lucien Callamand : Benjamin
- Robert Ozanne : le coiffeur
- Teddy Michaud : le chauffeur
- Marcel Melrac : l'agent
- Maurice Maillot
- Génia Vaury
- Nane Chaubert
- Jacques Chevalier
- Janine Guyon
- Gilberte Noir
- Rita Stoya